# Lasiobelba hesperidiana
Lasiobelba hesperidiana är en kvalsterart som först beskrevs av Pérez-Íñigo 1986.  Lasiobelba hesperidiana ingår i släktet Lasiobelba och familjen Oppiidae. Inga underarter finns listade i Catalogue of Life.